# ラージャスターン・ロイヤルズ
ラージャスターン・ロイヤルズ（英: Rajasthan Royals、略称：RR）は、インディアン・プレミアリーグ（IPL）所属のプロクリケットチーム。本拠地はインドのラージャスターン州ジャイプル。

## 概要
2008年に創立。IPLでの優勝は1度（2008）。ホームスタジアムはサルダル・パテル・スタジアム。収容人数は54,000。

## 成績

### IPL
- 2008年 - 優勝
- 2009年 - グループステージ敗退
- 2010年 - グループステージ敗退
- 2011年 - グループステージ敗退
- 2012年 - グループステージ敗退
- 2013年 - プレーオフ敗退
- 2014年 - グループステージ敗退
- 2015年 - プレーオフ敗退
- 2016年 - 出場停止
- 2017年 - 出場停止
- 2018年 - プレーオフ敗退
- 2019年 - グループステージ敗退